# Lonchocarpus chiricanus
Lonchocarpus chiricanus là một loài rau đậu thuộc họ Fabaceae.
Loài này chỉ có ở Panama.